# Dragon Lore II
Dragon Lore II : Le Cœur de l'Homme Dragon est un jeu vidéo d'aventure développé par Cryo Interactive qui sortit en 1996. Il s'agit de la suite d'un premier opus, Dragon Lore : La Légende commence, sorti en 1994, du même développeur, mais édité par Mindscape.

## Scénario
En des temps oubliés de la mémoire des hommes, les songes du Grand Dragon formaient le cœur du monde. Les peuples du rêve vivaient dans une immense vallée, à l'abri des hordes ténébreuses du tyran orc : Saur Krakham.
L'ordre des Chevaliers Dragons protégeait la Vallée, et devenir l'allié d'un dragon était un immense honneur...

Reprenant l'histoire du premier opus là où le jeu se terminait, vous voici à nouveau dans la peau du jeune Werner von Wallenrod, fils d'Axel von Wallenrod, chevalier dragon assassiné. Vous venez à peine d'être adoubé qu'un puissant seigneur conteste votre filiation et vous défie. Afin de prouver que vous êtes digne de votre héritage, il vous faudra participer au tournoi des Sept Lances et retrouver Maraach, le dragon de feu, allié à votre famille. Cependant le temps presse, car, déjà, se profilent les Joutes du Couronnement, au terme desquelles un nouveau prince dragon sera choisi pour régner sur la Vallée...

## Système de jeu
Durant son périple, Werner sera amené à découvrir plusieurs lieux et à dialoguer avec de nombreux personnages, tant principaux que secondaires, afin de progresser dans sa quête. Il lui faudra aussi résoudre quelques énigmes et, bien sûr, prouver son habileté au combat.

## Musique
La musique a une tonalité épique qui correspond à l'univers du jeu. Elle a été composée par Pierre Estève.

## Caractéristiques
- Plus de 80 heures de jeu.
- Visualisation à la première personne.
- 20 combats et 10 joutes en 3D temps réel.
- Plus de 60 personnages modélisés en 3D.
- Dialogues interactifs avec près de 40 personnages.